# Ichizo Nakata
Ichizo Nakata (中田 一三 Nakata Ichizo?), född 19 april 1973 i Mie prefektur, är en japansk före detta fotbollsspelare.
Nakata började sin karriär 1992 i Yokohama Flügels. Med Yokohama Flügels vann han japanska cupen 1993. 1996 flyttade han till Avispa Fukuoka. Efter Avispa Fukuoka spelade han för Oita Trinita (Oita Trinity), JEF United Ichihara, Vegalta Sendai och Ventforet Kofu. Han avslutade karriären 2004.